# Rocas Elefante
Las rocas Elefante son un grupo de tres islotes rocosos prominentes de la Antártida unidos por un bajío. Se localizan a 64°46′S 64°05′O / -64.767, -64.083 entre la isla Torgersen y la entrada noroeste a la bahía Arthur, en la costa sudoeste de la isla Anvers, dentro del archipiélago Palmer. 
El nombre de las rocas Elefante le fue dado por el personal de la cercana Base Palmer del Programa de Investigación Antártico de los Estados Unidos (UdARP) en el año 1971, ya que estas rocas proporcionan el hábitat favorito para los elefantes marinos (mirounga).

## Reclamaciones territoriales
Argentina incluye a las rocas en el departamento Antártida Argentina dentro de la provincia de Tierra del Fuego, Antártida e Islas del Atlántico Sur; para Chile forman parte de la comuna Antártica de la provincia Antártica Chilena dentro de la Región de Magallanes y de la Antártica Chilena; y para el Reino Unido integran el Territorio Antártico Británico. Las tres reclamaciones están sujetas a los términos del Tratado Antártico.
Nomenclatura de los países reclamantes: 
- Argentina: ?
- Chile:piedra del elefante
- Reino Unido: Elephant Rocks